# Mary Surratt

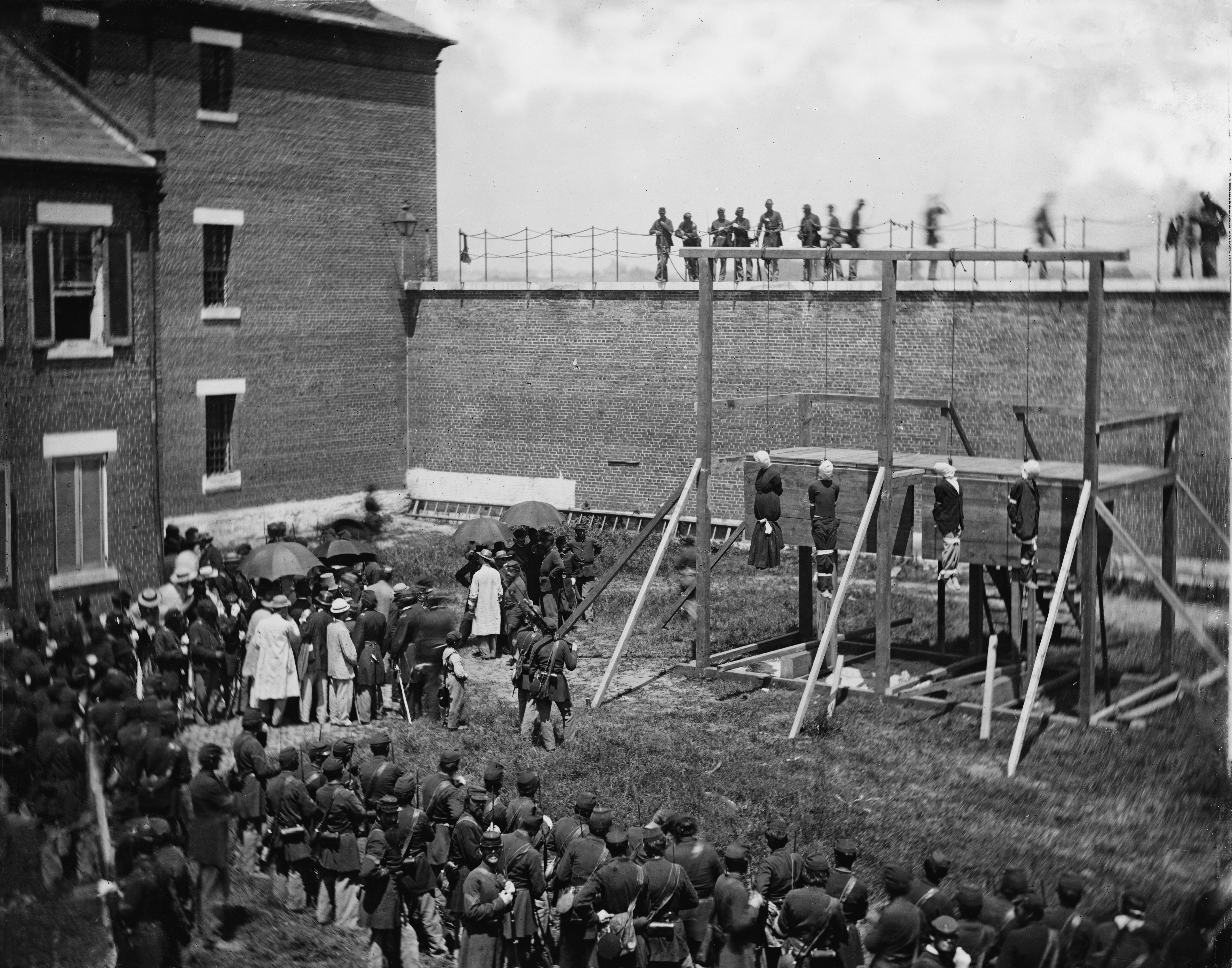
Poprava spiklenců (zleva: Suratová, Lewis Powell, David Herold a George Atzerodt

Mary Elizabeth Jenkins Surratt (1820, nebo květen 1823 – 7. července 1865) byla americká majitelka penzionu, jež byla usvědčena z účasti na plánování atentátu na Abrahama Lincolna. Byla odsouzena k smrti oběšením a stala se tak první ženou, na které byl federální vládou Spojených států amerických vykonán trest smrti. Až do své smrti trvala na své nevině a její případ byl a je kontroverzní. Surratt byla matkou Johna Surratta, který byl později souzený, ale nebyl z účasti na atentátu shledán vinným.
Surratt se narodila ve 20. letech 19. století v Marylandu. V mladém věku konvertovala ke katolické církvi a po zbytek života praktikující katoličkou zůstala. V roce 1840 si vzala Johna Harrisona Surratta a měli spolu tři děti. Podnikatel John se stal majitelem hospody a hotelu. Surrattovi byli sympatizanti Konfederace a často v hospodě hostili další její sympatizanty.
Po manželově smrti v roce 1862 zůstala na starost o majetek sama. Protože ji to unavovalo, přestěhovala se do Washingtonu, kde si otevřela penzion. Tam se také seznámila s Johnem Wilkesem Boothem. Booth penzion navštívil několikrát, stejně jako George Atzerodt a Lewis Powell, kteří spolu s Boothem plánovali atentát na Lincolna. Krátce předtím, než Booth odjížděl z Washingtonu zavraždit Lincolna, mluvil se Surrattovou a předal jí balíček s triedrem pro jednoho z jejích nájemníků, Johna M. Lloyda.
Po atentátu na Lincolna byla Surrattová zatčena a následující měsíc absolvovala spolu s dalšími spiklenci vojenský soudní proces. Byla usvědčena hlavně na základě Lloydových výpovědí, který prozradil, že mu řekla, že má připravené střelné zbraně, a na základě výpovědí Louise J. Weichmanna, který vypovídal o sympatiích Surratové ke Konfederaci. Surratt byla oběšena 7. července 1865.